# 736 Harvard
Harvard (asteroide 736) é um asteroide da cintura principal com um diâmetro de 16,66 quilómetros, a 1,8387197 UA. Possui uma excentricidade de 0,1649511 e um período orbital de 1 193,42 dias (3,27 anos).
Harvard tem uma velocidade orbital média de 20,07201321 km/s e uma inclinação de 4,37435º.
Esse asteroide foi descoberto em 16 de Novembro de 1912 por Joel Metcalf.